# Резоскан

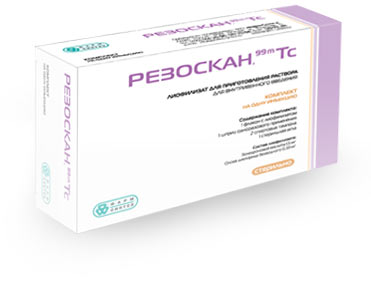
Лиофилизат для приготовления раствора РФП для остеосцинтиграфии (^{99m}Tc-золедроновая кислота)

Резоска́н, или 99mTc-золедро́новая кислота́, — радиофармацевтический препарат (РФП) на основе бифосфоната последнего поколения (золедроновая кислота) для проведения сцинтиграфии скелета. Препарат используется для выявления очагов патологических изменений в скелете различного происхождения и распространённости: первичные и метастатические злокачественные опухоли, остеомиелит, костно-суставной туберкулез, артриты различного происхождения и т. д.

## Радиофармацевтические аналоги99mTc-золедроновая кислота
В настоящее время для исследования костей используются исключительно меченые 99mTc фосфатные комплексы: 99mTc-PyP (пирофосфат), 99mTc-MDP, 99mTc-HEDP (этидронат), 99mTc-EDTMP (оксабифор), 99mTc-ZDA (золедроновая кислота). У всех этих соединений в качестве носителя используется фосфатные комплексы, но наибольший интерес в радионуклидной диагностике скелета отводится дифосфонату последнего поколения — золедроновой кислоте (которая успешно применяется при лечении костных метастазов), меченой 99mTc. Золедроновая кислота обладает максимальной аффинностью к участкам повышенного метаболизма и ускоренной резорбции в костной ткани.

## Функциональная пригодность

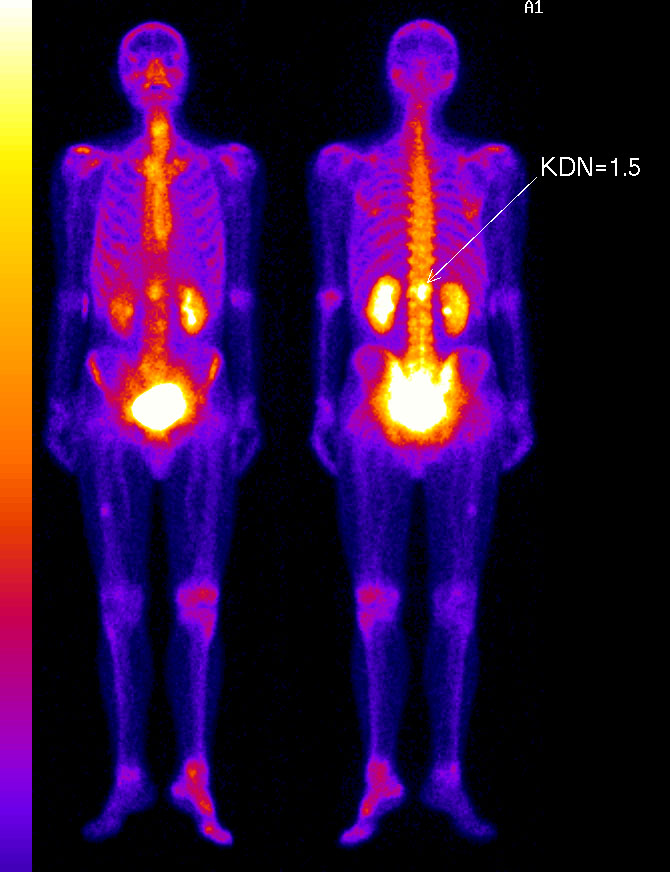
Значение коэффициента дифференциального накопления (КДН) — более 1,5 через 1 час (^{99m}Tc-золедроновая кислота)

Функциональная пригодность радиофармацевтического препарата определяется следующими фармакокинетическими характеристиками:
- накопление и распределение в организме
- тропность
- динамика выведения
- коэффициент дифференциального накопления (КДН)

Исследования фармакокинетики золедроновой кислоты, меченной 99mTc, показало, что для её распределения характерна выраженная остеотропность на фоне высокой скорости выведения из органов, тканей и всего тела. Пик концентрации препарата в основных органах и тканях, включая почки, наблюдается через 10 минут после введения. В мочевом пузыре пик концентрации отмечается через 1 час после введения. Максимум накопления препарата в скелете (до 40 % введённой активности) наблюдается через 1 — 2 часа после введения. Высокое накопление препарата в скелете сохраняется до 8 — 12 часов наблюдения.
Золедроновая кислота, меченная 99mTc, отличается высокой скоростью выведения. Уровень активности в крови после введения не превышает 1 % и уже на 4 — 5 минуте снижается до следовых значений. Через 1 час после введения до 20 % препарата выводится из организма с мочой, наблюдается значительное снижение уровня изотопа в почках, печени, скелетных мышцах и во всём теле.
Особенности фармакокинетики золедроновой кислоты, меченной 99mTc, отличающейся быстрой скоростью выведения, на фоне высокой аффинности к участкам повышенного метаболизма и ускоренной резорбции в костной ткани, объясняют возможность проведения остеосцинтиграфии, уже через 1 час после введения, обеспечивая качественную визуализацию скелета.

## Остеосцинтиграфия

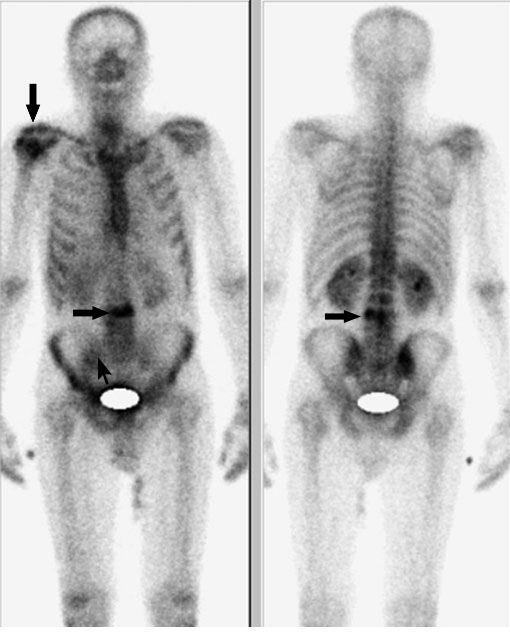
Визуализация метастатических очагов в L_{III}, проксимальном диафизе правой плечевой кости и в теле правой подвздошной кости через 3 часа после введения ^{99m}Tc-золедроновая кислота (Резоскан)

Исследование начинается с внутривенного введения 99mTc-золедроновая кислота (Резоскан) с активностью 5 МБк/кг с последующим сканированием спустя 1-3 часа после инъекции, с обязательным предварительным опорожнением мочевого пузыря. Равномерное поглощение вещества костями обычно говорит о норме. Фокальное поглощение (локальное поглощение, отличающееся по интенсивности от такового в соседней кости) может свидетельствовать об аномалиях. Если фокальное поглощение интенсивнее, чем поглощение в соседней кости, это может быть признаком артрита, перелома или наличия метастазов. Менее интенсивное, чем в соседних костях, фокальное поглощение указывает на возможный некроз опухоли, лизис новообразования или последствия лучевой терапии.
Размеры ни одной из коммерчески доступных гамма-камер не позволяют получить изображение всего тела взрослого человека без перемещения камеры или пациента. Таким образом, сканирование скелета проводится с помощью перемещения камеры вдоль длинной оси пациента или перемещения пациента вдоль камеры. Для сканирования скелета детекторы размещают в положениях 90° и 270°, пациент лежит на спине ногами по направлению к гентри. Затем стол вместе с пациентом перемещается в точку начала сканирования, в которой голова пациента находится в поле зрения камеры. Во время исследования пациент и стол перемещаются таким образом, что сканирование идёт с головы до ног. Получение изображений всего тела («whole body»), которые представляют собой относительные значения поглощения радиомаркера в области головы, груди, брюшной полости и ног, требует точного кодирования и сопоставления параметров сканирования и движения пациента. Большинство таких процедур проводится с помощью гамма-камер, содержащих по два детектора, так что передняя и задняя проекции снимаются одновременно.

### Однофотонная эмиссионная компьютерная томография (ОФЭКТ)
Однофотонная эмиссионная компьютерная томография (ОФЭКТ) с помощью 99mTc-золедроновой кислоты — это дополнительное исследование, проводящееся для лучшей оценки и локализации возможных патологий, выявленных ранее с помощью планарного исследования («whole body»). Подготовка пациента к ОФЭКТ-исследованию скелета аналогична подготовке при планарном исследовании. Если ОФЭКТ проводится сразу после планарном исследования, то дополнительного введения 99mTc-золедроновая кислота не требуется. Параметры для получения данных с помощью ОФЭКТ-системы с двумя камерами, расположенными по отношению друг к другу под углом 180°, и при пошаговом сканировании следующие:
- 60 или 64 шага (всего 120 или 128 снимков)
- ~3°/шаг
- 20 сек/шаг (полное время сканирования составляет примерно 20 минут для каждого положения пациента)

При патологии костей появляются фокусы поглощения, которые выше или ниже нормы.

## Показания в применению

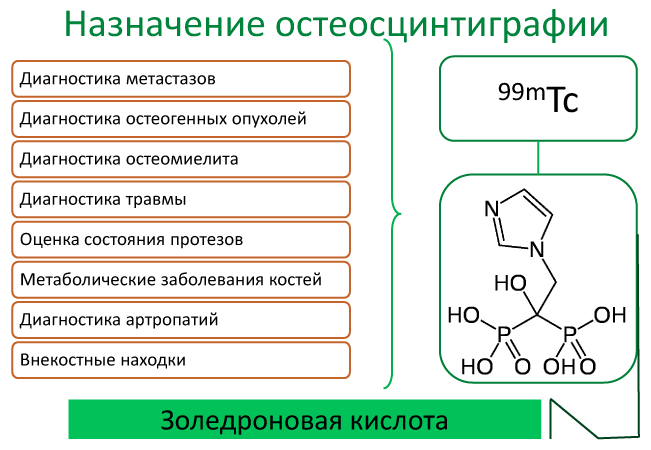
Показания к проведению остеосцинтиграфии

Радиофармацевтический препарат 99mTc-золедроновая кислота (Резоскан) используется для выявления очагов патологической резорбции и участков повышенного метаболизма в костной ткани при различных патологических процессах в скелете:
- для выявления и идентификации литических, смешанных и бластных метастазов в скелете, при злокачественных опухолях различного происхождения и распространённости;
- при остеомиелите, костно-суставном туберкулёзе, остеопорозе, различных костно-суставных дегенеративных процессах, в том числе при артритах и артрозах различного происхождения;
- для выбора специфической терапии костных поражений препаратами золедроновой кислоты и контроля эффективности лечения.

### Поиск метастазов в скелете
Наиболее значимым критерием проведения остеосцинтиграфии с помощью 99mTc-золедроновая кислота (Резоскан) является поиск метастатических поражений скелета. Качество проводимого исследования, главным образом, зависит от носителя и его тропности к костной ткани. Как уже отмечалось выше, в настоящее время, применяют дифосфонаты, где золедроновая кислота является максимально чувствительной к очагам повышенной резорбции кости.

### Костно-суставные дегенеративные процессы

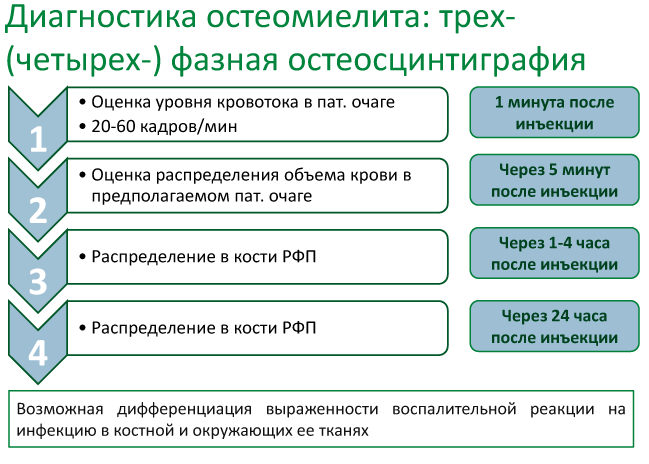
Схема проведения трехфазной (четырехфазной) остеосцинтиграфии

Методом выбора для диагностики болезней суставов, а также остеомиелита является магнитно-резонансная томография (МРТ) благодаря её превосходной анатомической разрешающей способности. В то же время остеосцинтиграфия остаётся самым чувствительным тестом на обнаружение ранних патологических изменений в суставах и костном мозге, где трёхфазная остеосцинтиграфия помогает дифференцировать инфекцию мягких тканей от поражения кости.
Дифференциация инфекции мягких тканей от поражения кости при техфазной остеосцинтиграфии:
| Фаза       | Острый остеомиелит                 | Мягкотканная инфекция              |
| ---------- | ---------------------------------- | ---------------------------------- |
| Сосудистая | Увеличение артериального кровотока | Увеличение артериального кровотока |
| Тканевая   | Повышена активность пула крови     | Повышена активность пула крови     |
| Скелетная  | Гиперфиксация                      | Отсутствие гиперфиксации           |

### Выбор тактики лечения
В связи с тем, что золедроновая кислота широко применяется при терапии костных метастазах (золедроновая кислота в терапевтических концентрациях обладает ингибирующим действием на резорбцию кости и противоопухолевым эффектом при метастазах в кости) возможно отслеживать качество проводимого лечения с помощью меченной 99mTc золедроновой кислоты, а также в случае повышенной тропности 99mTc-золедроновая кислота — выбор тактики лечения с помощью бифосфоната последнего поколения золедроновой кислоты (Резорба).

## Приготовление РФП
99mTc-золедроновая кислота готовится непосредственно перед введением пациенту. Дозировка активности осуществляется в соответствии с задачами исследования и характером выполняемых методов, а также техническими характеристиками используемой аппаратуры.
Схема приготовление «активного» препарата:
1. 5 мл элюата из генератора 99Mo/99mTc с объёмной активностью 185—740 МБк/мл в асептических условиях вводят с помощью шприца во флакон с лиофилизатом, прокалывая резиновую пробку иглой;
2. При необходимости предварительно проводят разбавление элюата изотоническим раствором натрия хлорида до требуемой величины объёмной активности;
3. Содержимое флакона перемешивают встряхиванием до полного растворения лиофилизата;
4. Препарат готов к применению через 20 минут после приготовления;
5. Готовый препарат, приготовленный на основе лиофилизата, содержащегося в одном флаконе, может быть использован для исследования 5 пациентов.

Работа с «активным» препаратом должна проводиться в соответствии с
- «Основными санитарными правилами обеспечения радиационной безопасности» (ОСПОРБ-99)
- Санитарными правилами СанПин 2.6.1.2523-09 «Нормы радиационной безопасности (НРБ-99/2009)»
- Методическими указаниями «Гигиенические требования по обеспечению радиационной безопасности при проведении радионуклидной диагностики с помощью радиофармпрепаратов» (МУ 2.6.1.1892-04)